# Унеївський замок
Унеївський замок (пол. Zamek w Uniejowie) — одна з головних історичних пам'яток міста Унеїв Поддембицького повіту Лодзького воєводства в Польщі. 

## Історія
Замок було побудовано у 1360—1365 роках на місці старих дерев'яних укріплень, зруйнованих під час тевтонської навали на місто у 1331 році. Ініціював будівництво замку гнезнинський архієпископ Ярослав Богорія Скотницький. Після пожежі 1525 року будівлю перебудував староста Станіслав з Гомоліна, перетворивши її на ренесансну резиденцію, яку було завершено у 1534 році (тоді вона втратила більшість своїх готичних рис). Врешті-решт у першій половині XVII століття замок перестав відігравати оборонні функції та набув ранньобарокового вигляду, ставши резиденцією єпископів Яна Венжика та Матея Любенського. У середині XVIII століття незначний ремонт здійснив єпископ Кшиштоф Антоній Шембек. У 1836 році, з подання царя за заслуги з придушення Листопадового повстання, замок та титул графа, отримав генерал Кароль Толл, який походив з Естонії. Однак він ніколи не мешкав у замку. Його син Олександр Толл у 1848 році здійснив класицистичну реконструкцію будівлі у романтичному стилі. Толли полонізувались і володіли замком до кінця Першої світової війни. 
У 1956—1967 роках замок було відреставровано та пристосовано до потреб архіву. В наш час у ньому розміщується готель з конференц-центром та ресторан. 

## Світлини

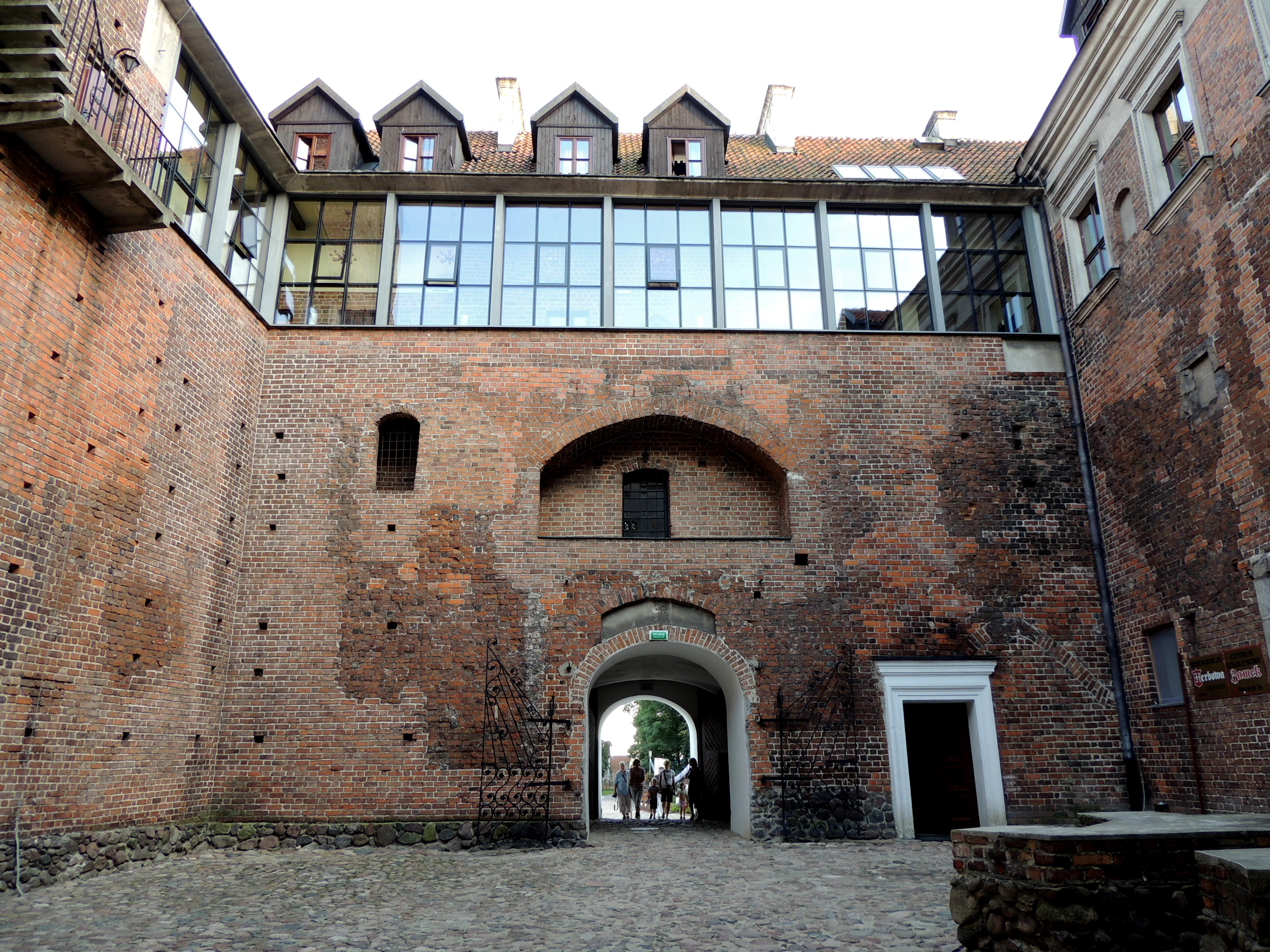
Замкове подвір'я
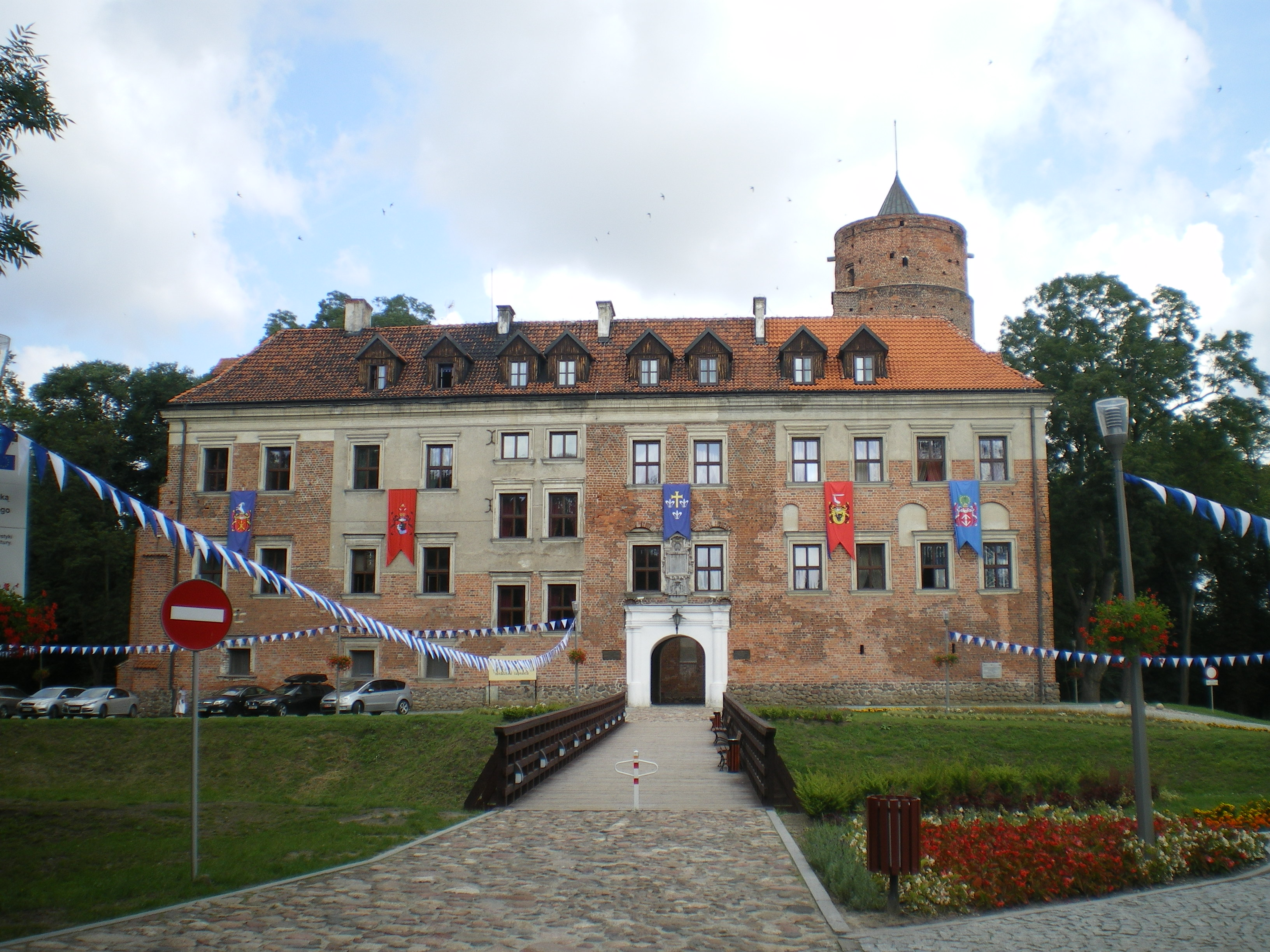
Вигляд замку
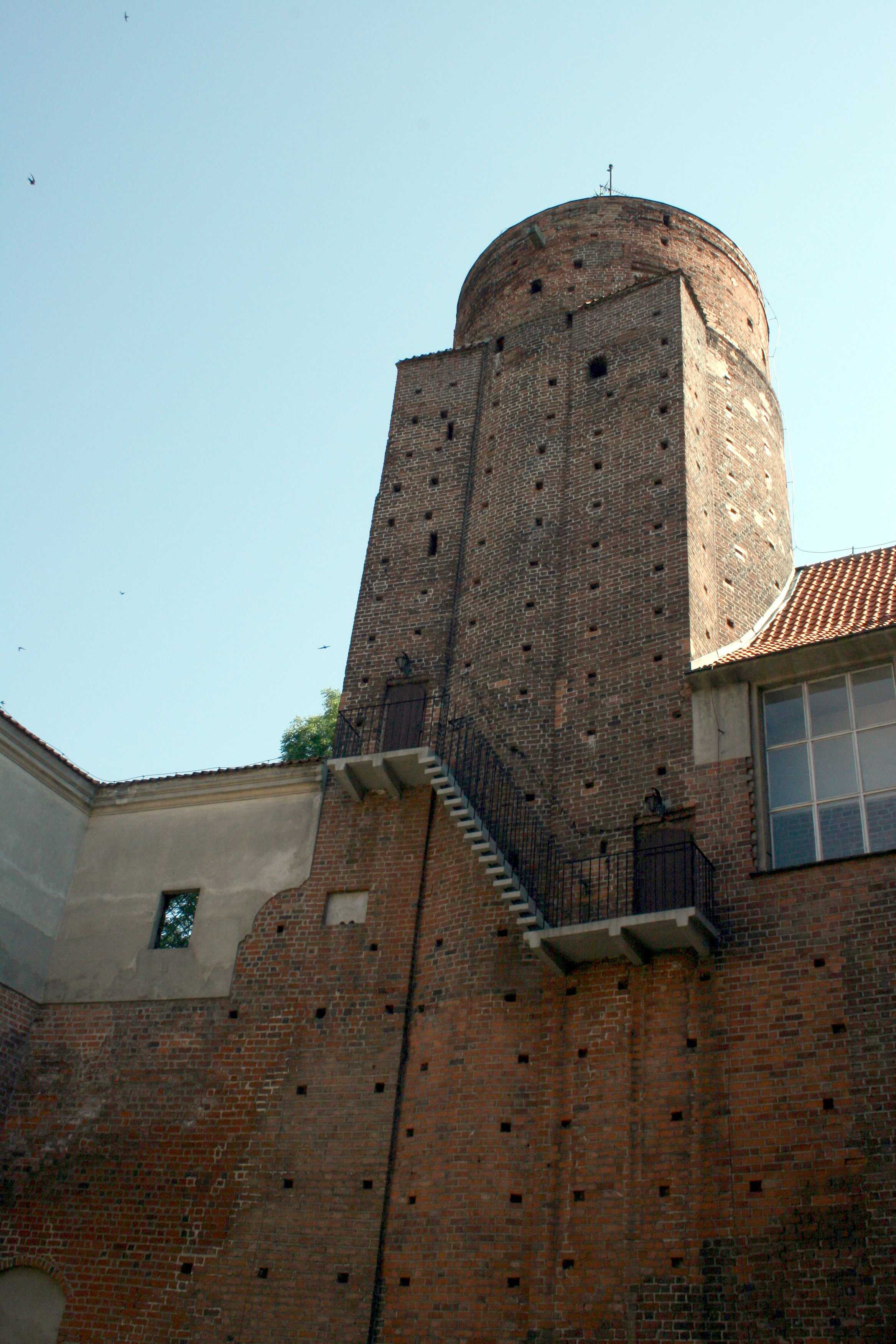
Замкова вежа
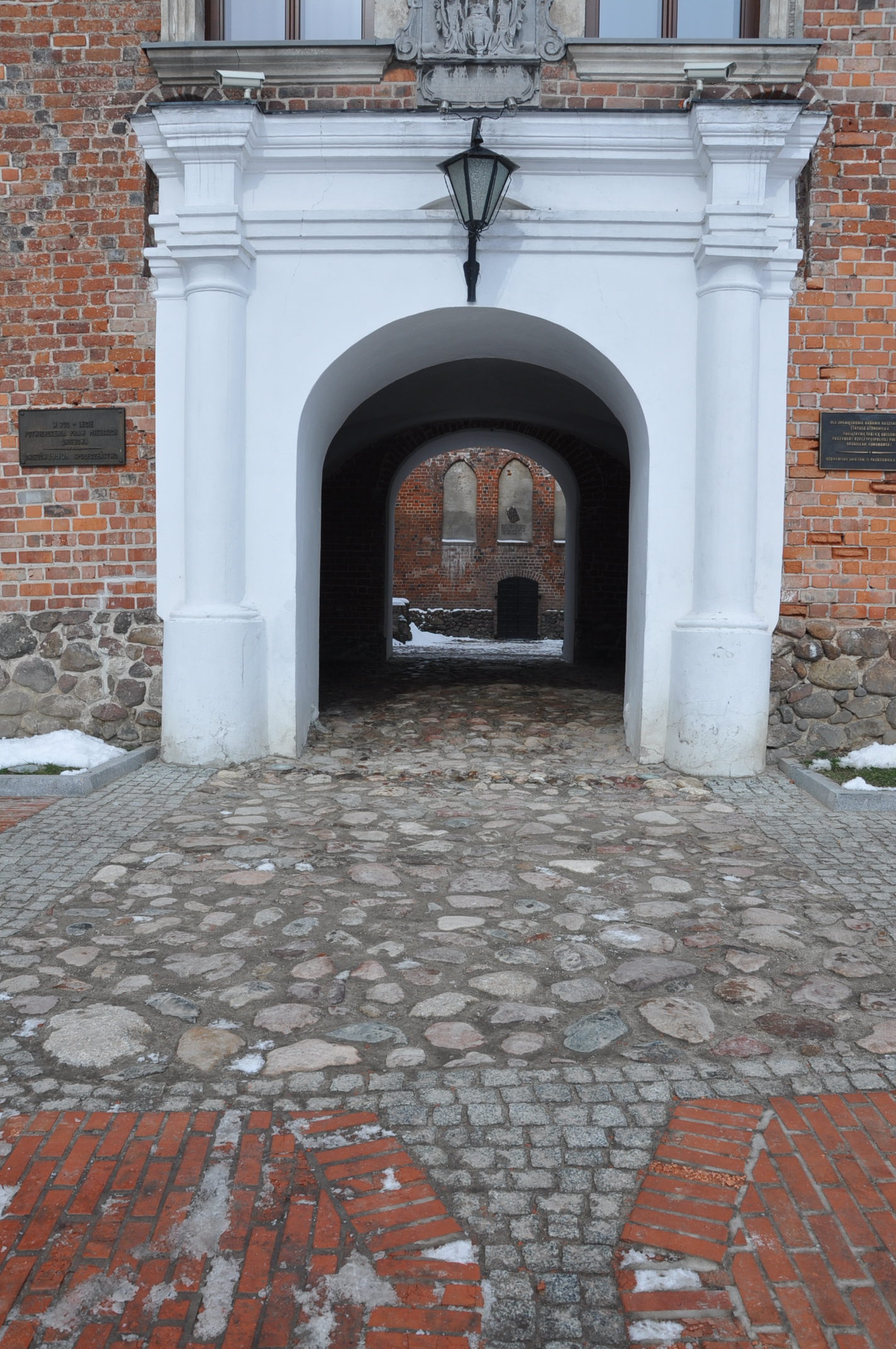
В'їзна брама